# Hoffmannseggia humilis
Hoffmannseggia humilis es una especie de planta floral del género Hoffmannseggia, tribu Caesalpinieae. Fue descrita por (M.Martens & Galeotti) Hemsl. y publicada por primera vez en Biol. Cent.-Amer., Bot. 1: 326 (1880).
Es un arbusto que crece en zonas subtropicales.

## Distribución
Se distribuye por el norte, centro y suroeste de México y el golfo de México.